# Formation de Sannine
La formation de Sannine est une formation géologique du nord du Liban datant du Cénomanien (Crétacé supérieur), soit il y a entre environ 100,5 ± 0,1 et 93,9 ± 0,2 Ma (millions d'années). Son nom est inspiré du mont Sannine dans le massif du mont Liban.
Cette formation de calcaires fins et laminés déposés en environnement marin protégé, peu profond à lagunaire, est célèbre pour les fossiles qu'elle renferme, en particulier dans des niveaux de Lagerstätten sur trois sites : Hakel, Hadjoula et Namoura.

## Faune et flore fossiles
La faune fossile de la formation de Sannine inclut (liste non exhaustive) :

### Poissons
Des dizaines d'espèces de poissons ont été décrites, dont :
- Aipichthys minor
- Apateopholis laniatus
- Armigatus alticorpus
- Armigatus namourensis
- Cocodus sp.[2]
- Ctenodentelops striatus
- Ctenothrissa signifer
- Diplomystus sp.[2]
- Enchodus mecoanalis
- Eurypholis boissieri

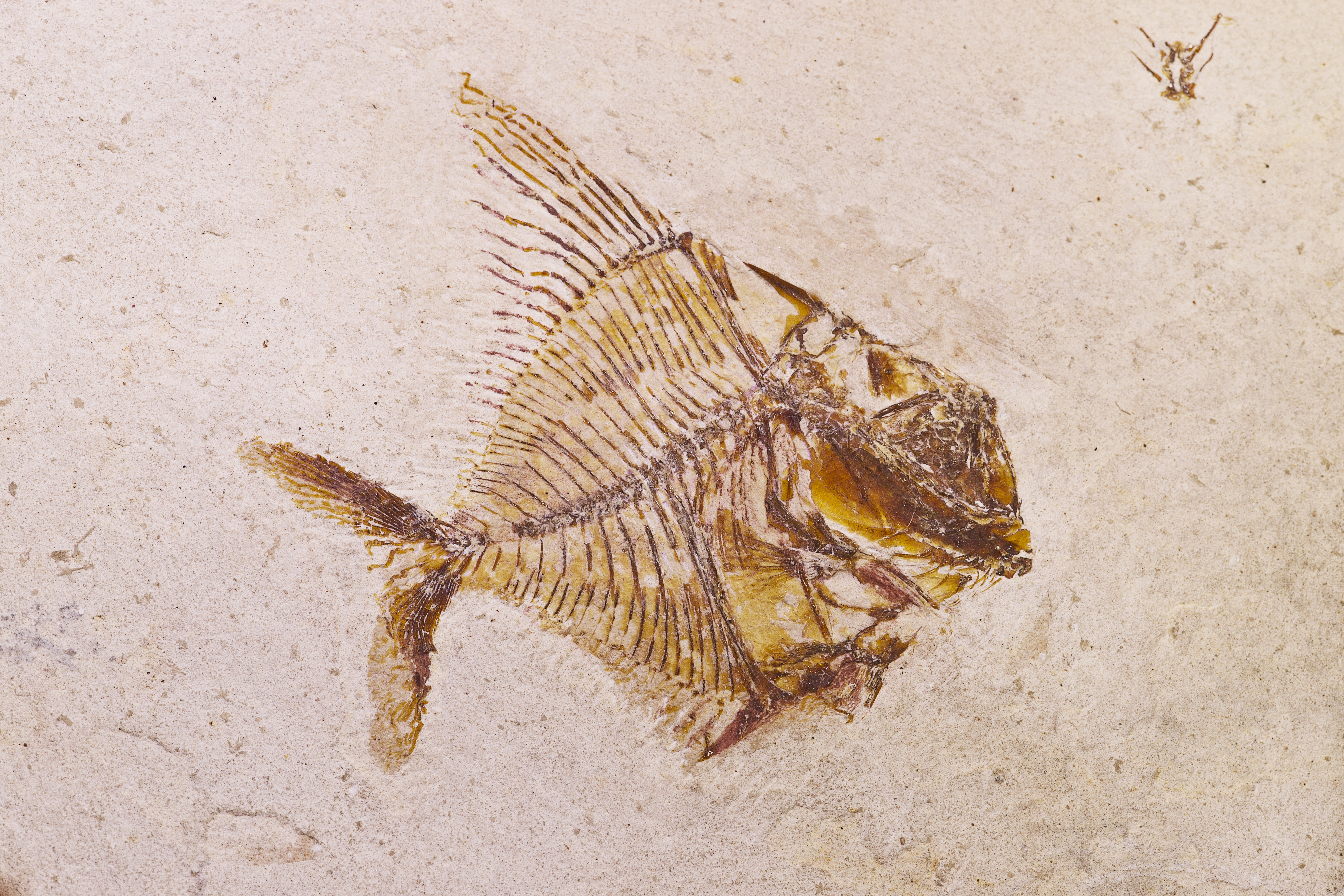
Fossile dAipichthys minor.

- Exocoetoides sp. , petits poissons volants[2]

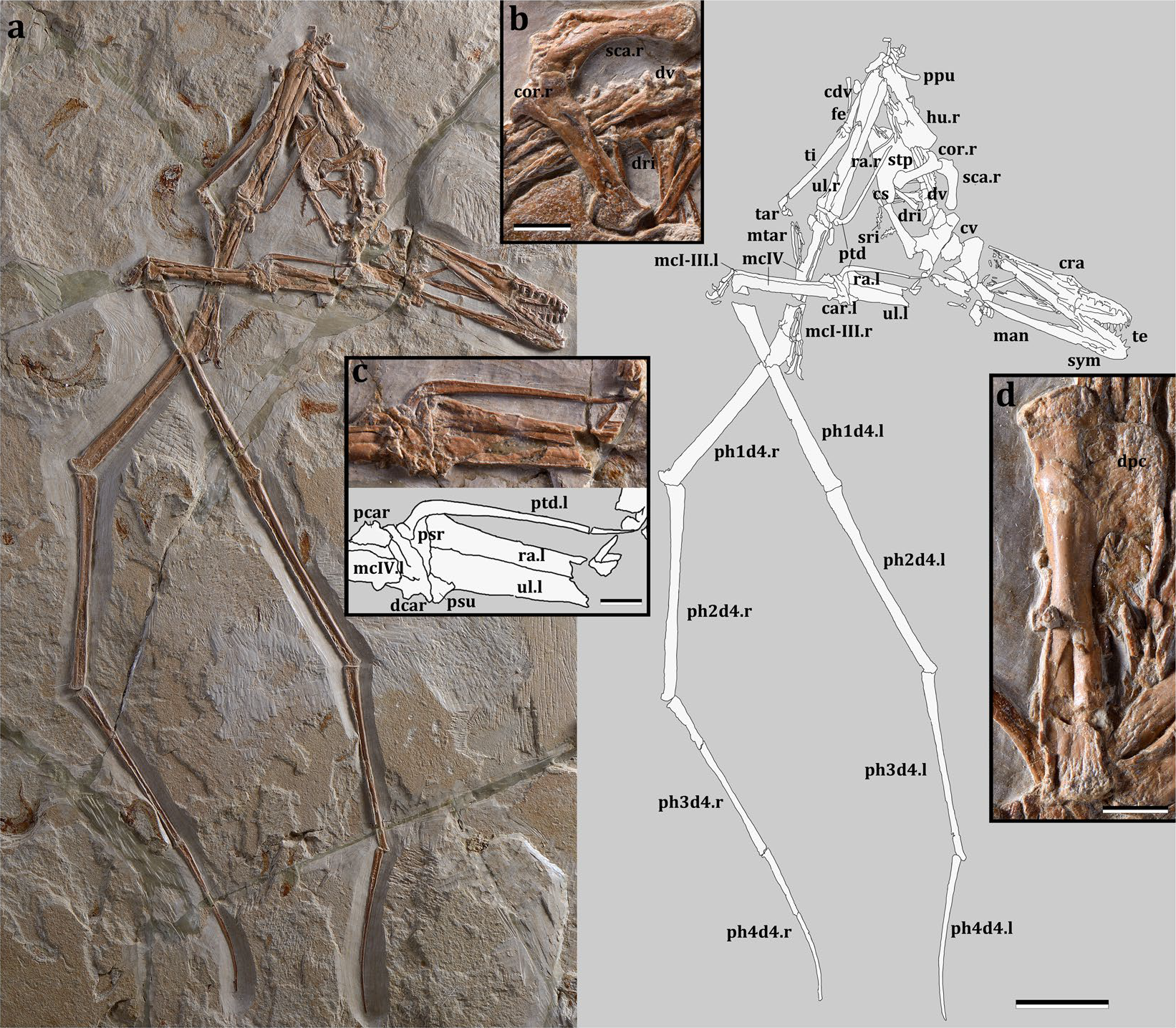
Fossile holotype du ptérosaure Mimodactylus.

- Gaudryella gaudryi
- Gigapteryx tethyestris
- Gladiopycnodus byrnei[3]
- Lebonichthys namourensis
- Luenchelys minimus
- Nematonotus longispinus
- Ornategulum sardinioides
- Paracentrus lebanonensis
- Pararhincodon sp., un « requin »
- Rajorhina expansa, une « raie »
- Rhinobatos maronita, une « raie »
- Rhynchodercetis gracilis
- Rhynchodercetis yovanovitchi
- Scombroclupea diminuta
- Serrilepis minor
- Serrilepis prymnostrigos
- Sorbonichthys elusivo
- Stichocentrus spinulosus
- Triplomystus noorae
- Triplomystus oligoscutatus ...

### Ptérosaures
- Microtuban altivolans Ross A. Elgin et Eberhard Frey, 2011. Ce nouveau genre de ptérosaures a été découvert en 2011 sur le site de Hadjoula[4].
- Mimodactylus, un genre de ptérosaures ptérodactyloïdes, décrit en 2019[5].

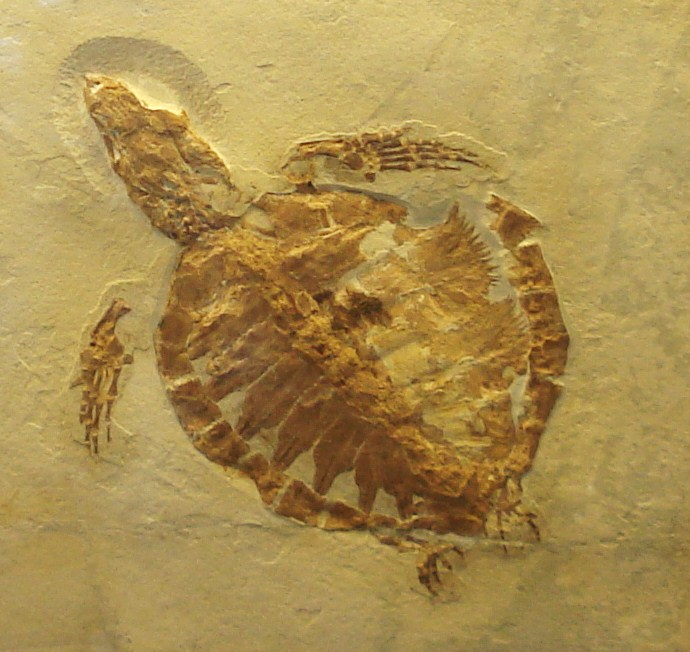
Rhinochelys nammourensis.

### Tortues
- Rhinochelys nammourensis, tortue du genre Rhinochelys décrite par Haiyan Tong, Hirayama, Makhoul et Escuillié en 2006[6], dont l'espèce porte de nom du site où elle a été découverte : Nam(m)oura.

### Crustacés
- Carpopenaeus callirostris (« crevette »)
- Palinurus sp. (« langouste »)[2]
- Telamonocarcinus gambalatus (« crabe »)[7].

### Mollusques
Deux céphalopodes :
- Glyphiteuthis cf. libanotica
- Styleoctopus annae

### Foraminifères
Des dizaines d'espèces sont décrites, :
- Biconcava bentori Hamaoui et Saint-Marc
- Biplanata peneropliformis Hamaoui & Saint-Marc
- Chrysalidina gradata d'Orbigny
- Cisalveolina fallax Reichel
- Coxiles zubairensis Smout
- Cyclorbiculina iranica (Henson)
- Cuneolina pavonia D'Orbigny
- Dicyclina sp.
- Favusella washitensis (Carsey)
- Globigerinelloides bentonensis (Morrow)
- Globigerinelloides caseyi (Bolli, Loeblich & Tappan)
- Hedbergella asterospinosa Hamaoui
- Hedbergella brittonensis Loeblich & Tappan
- Hedbergella costellata Saint-Marc
- Hedbergella delrioensis (Carsey)
- Hedbergella planispira (Tappan)
- Hedbergella cf. portsdownensis (Williams-Mitchell)
- Hedbergella praehelvetica (Trujillo)
- Hemicyclammina sigali Maync
- Merlingina cretacea Hamaoui & Saint-Marc
- Nezzazata simplex Omara
- Nummofallotia apula Luperto Sinni
- Nummuloculina heimi Bonet
- Nummoloculina regularis Philippson
- Orbitolina concava Lamarck
- Orbitolina conica (D'Archiac)
- Ovalveolina crassa De Castro
- Ovalveolina maccagnoi De Castro
- Peneroplis cf. turonicus Saïd & Kenawy
- Praealveolina cretacea cretacea Reichel
- Praealveolina cretacea tenuis Reichel
- Praealveolina iberica Reichel
- Praeglobotruncana delrioensis (Plummer)
- Praeglobotruncana aff. difformis (Gandolfi)
- Praeglobotruncana cf. gigantea Porthault
- Praeglobtruncana stephani (Gandolfi)
- Pseudedomia drorimensis Reiss, Hamaoui & Ecker
- Pseudedomia viallii (Colalongo)
- Pseudocycalmmina rugosa D'Orbigny
- Pseudolituonella reicheli Marie
- Pseudorhipidionina casertana (De Castro)
- Pseudorhapydionina dubia (De Castro)
- Pseudorhapydionina laurinensis (De Castro)
- Rotalipora gr. appenninica (Renz)
- Rotalipora cf. brotzeni (Sigal)
- Rotalipora cushmani (Morrow)
- Rotalipora greenhornensis (Morrow)
- Rotalipora cf. montsalvensis Mornod
- Simplaveolina simplex (Reichel)
- Trochospira avnimelechi Hamaoui & Saint-Marc
- Taberina bingistina Henson
- Thomasinella punica Schlumberger
- Trocholina arabica Henson
- Whiteinella alpina (Porthault)
- Whiteinella archaeocretacea Pessagno
- Whiteinella inornata (Bolli)

### Plantes
- Sapindopsis anhouryi D. L. Dilcher et P. W. Basson, de la famille des Platanaceae[10].